# サルトポスクス
サルトポスクス（学名：Saltoposuchus）は、後期三畳紀のヨーロッパ西部に生息した、ワニ形上目に属する絶滅した爬虫類の属。四肢が長い小型の陸生動物であり、俊敏な捕食者であったと推測されている。

## 発見と命名
サルトポスクスに属する2種のタイプ標本である化石はドイツ南西部のバーデン＝ヴュルテンベルク州に分布するLöwenstein層（上部三畳系ノーリアン階）の中部の泥灰岩層から発見された。発見された化石はSMNS 12597とSMNS 12596の標本番号を付与され、1909年にコレクションに加えられた。SMNS 12597はSMNS 12596よりも小型の個体であり、標本はそれぞれSaltoposuchus connectensとSaltoposuchus longipesとしてvon Huene (1921)により命名された。また1911年にはタイプ標本と同一の産地の上位層と思われる赤色泥岩層からSMNS 55009が発見されている。本標本は頸椎よりも後側に位置する数個の単離した椎骨、右脛骨、踵骨、数本の中足骨から構成されており、Saltoposuchus longipesに分類されている。
また化石は同じくドイツのTrossingen層やスコットランドのLossiemouth砂岩層からも発見されている。

## 特徴

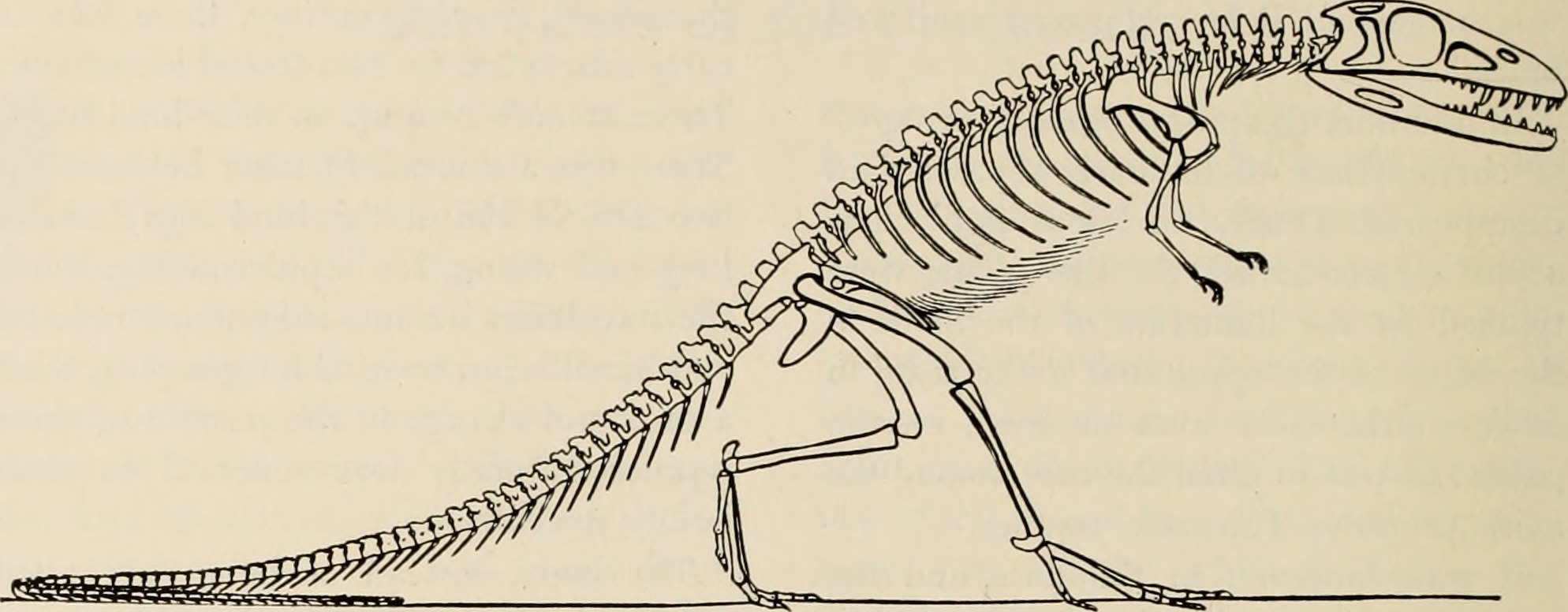
20世紀に描かれたサルトポスクスの骨格復元

### 頭蓋骨
他のワニ形類と同様に、サルトポスクスの頭蓋骨には前眼窩窓が存在し、鱗状骨が張り出し、内側にシフトした前傾する方形骨と方形頬骨が存在する。頭蓋骨は長く突出しており、また細い歯を有した。サルトポスクスの突出した歯からは、動物食性であった可能性が高いことが示唆される。頭蓋骨の背側には側頭部に張り出した鱗状骨と後眼窩骨で構成される正方形のskull tableや、鱗状骨が突き出している頬の領域といった多くの特殊化があり、これらの形質状態をワニと共有している。

### 体骨格
サルトポスクスは後側に突出する棘を烏口骨に持つ。骨格構造に基づいて二足歩行性の動物であったと考えられているが、四足歩行を採用することも可能であったと見られる。背部には2列の鱗甲が存在しており、現生のワニと類似する。他の初期のワニ形類と同様にサルトポスクスは完全に直立した四肢と細長い体を有しており、俊敏な動作が可能であったと考えられている。サルトポスクスのような初期のワニ形類は椎体が長く、突起が短く、前後の関節突起による関節部が中型であった。Molnar et al. (2015)は初期のワニ形類において背腹方向よりも内外方向の可動域が平均して大きく、内外方向よりも背腹方向に剛性が高いと推定した。サルトポスクスの手首は橈骨と尺骨が棒状に長く伸びており、他のワニ形類と形質状態を共有している。

## 分類

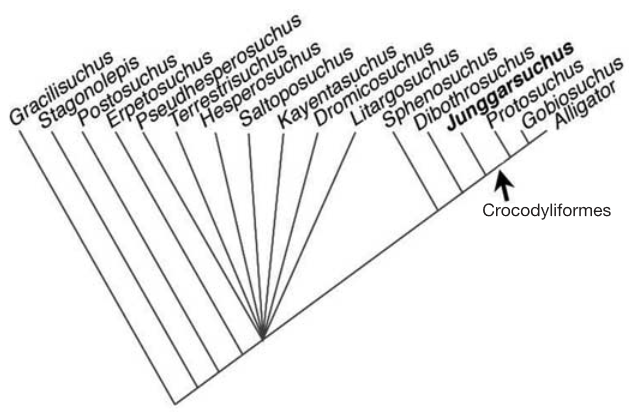
サルトポスクスを含むクラドグラム。

サルトポスクスはvon Huene (1921)によりオルニトスクス科に分類され、Romer (1956)も暫定的にこれを踏襲した。その後、Walker (1968, 1970)が本属をワニ形上目に分類し、本属とワニとの近縁性が強化されることとなった。Clarke et al. (2004)の系統解析の結果では、シュードヘスペロスクスやテレストリスクスやヘスペロスクスなどの初期のワニ形類との間で多分岐をなしており、スフェノスクスやプロトスクスよりも基盤的とされる。
Spikeman (2023)によれば、Peter Crushの未発表の博士論文 (1980)はサルトポスクスの2種の間に分類を区別する十分な形態学的な差異が存在しないとし、Saltoposuchus longipesをSaltoposuchus connectensのジュニアシノニムと判断した。その後のテレストリスクスのタイプ種 Terrestrisuchus gracilis の記載論文Crush (1984)でこの結果がまとめられている。
また、テレストリスクスとの間では、Terrestrisuchus gracilisとSaltoposuchus connectensが同じ属の異なる個体成長段階を代表する可能性が指摘されている。

## 古環境
ドイツから産出した化石から、サルトポスクスは当時のローラシア大陸に生息していたことが示唆される。中生代は陸上の脊椎動物相において爬虫類が目立つ時代であり、サルトポスクスは最初期の翼竜や他の二足歩行の爬虫類を含む多数の種と共存していた。近縁な属の食性に基づけば、同時代の小型のトカゲや昆虫や哺乳類を捕食していたと推測される。